# Alfa Doradus
Alfa Doradus (α Doradus, α Dor) je nejjasnější hvězda v souhvězdí Mečouna, nachází se přibližně 169 světelných let od Země.
Jedná se o proměnnou dvojhvězdu, jejíž celková hvězdná velikost se mění v rozmezí 3,26m - 3,30m, s čímž patří mezi nejjasnější dvojhvězdy. Soustava se skládá z podobra spektrální třídy B obíhajícího kolem obří hvězdy třídy A po excentrické oběžné dráze s periodou kolem 12 let. Vzdálenost složek se mění od 2 do 17,5 astronomických jednotek.
Hlavní složka, Alfa Doradus A má ve své atmosféře neobvykle vysoký obsah křemíku.
77" od Alfa Doradus se nachází optický průvodce CCDM J04340-5503C, jenž nemá žádný vztah k ostatním dvěma hvězdám.